# 西图内拉斯
西图内拉斯是巴西巴拉那州的一个市镇。总面积698.87平方公里，总人口8806人，人口密度12.6人/平方公里。